# Evangelische Kirche Tröbitz

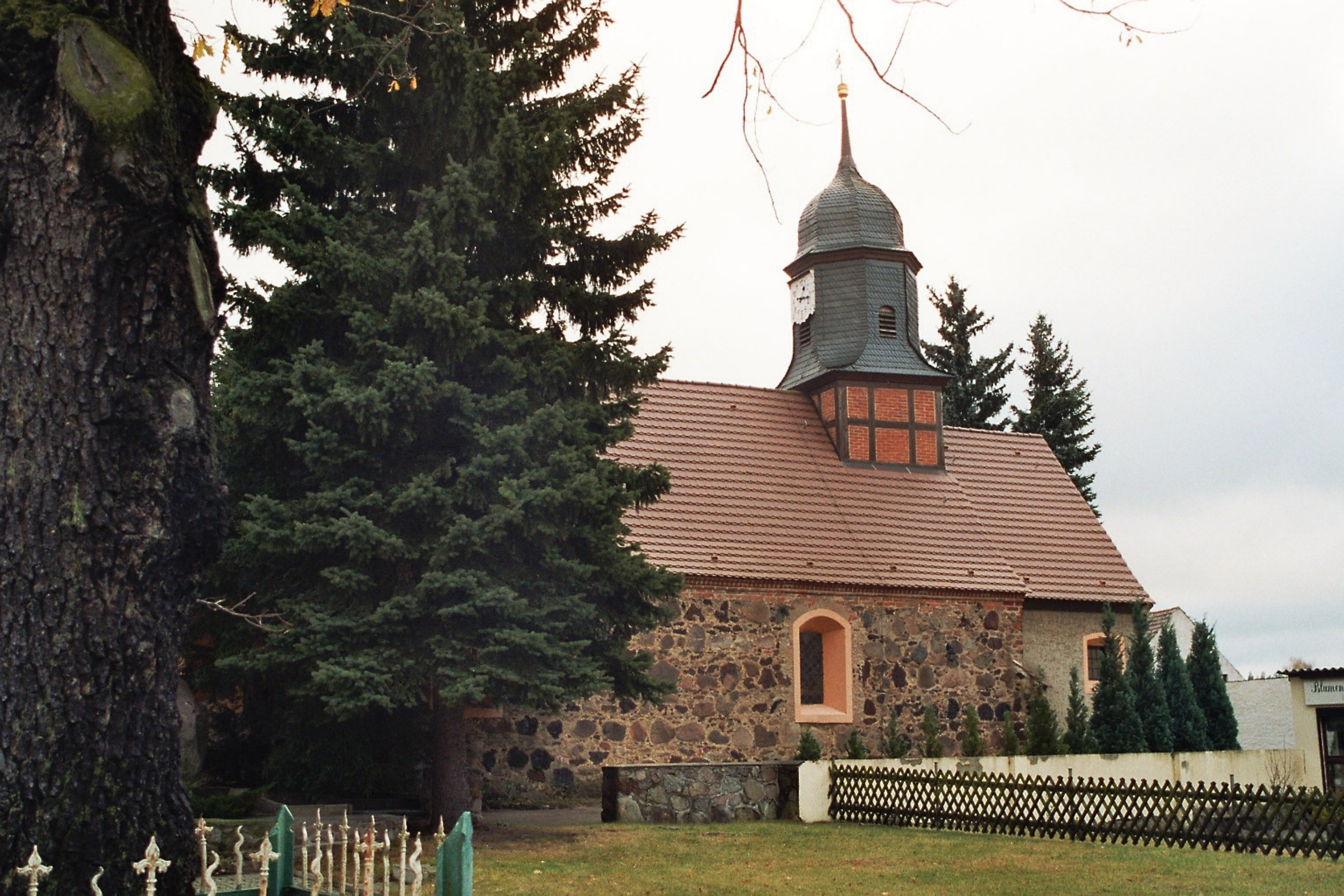
Evangelische Kirche Tröbitz

Die evangelische Dorfkirche Tröbitz ist ein denkmalgeschütztes Kirchengebäude in der Gemeinde Tröbitz im südbrandenburgischen Landkreis Elbe-Elster. Unmittelbar neben dem im 15. Jahrhundert entstandenen Bauwerk ist die Gedenkstätte des Holocaust zu finden, die an die Opfer des Verlorenen Zuges erinnert.

## Baubeschreibung und -geschichte

Westliche Ansicht (um 1900)
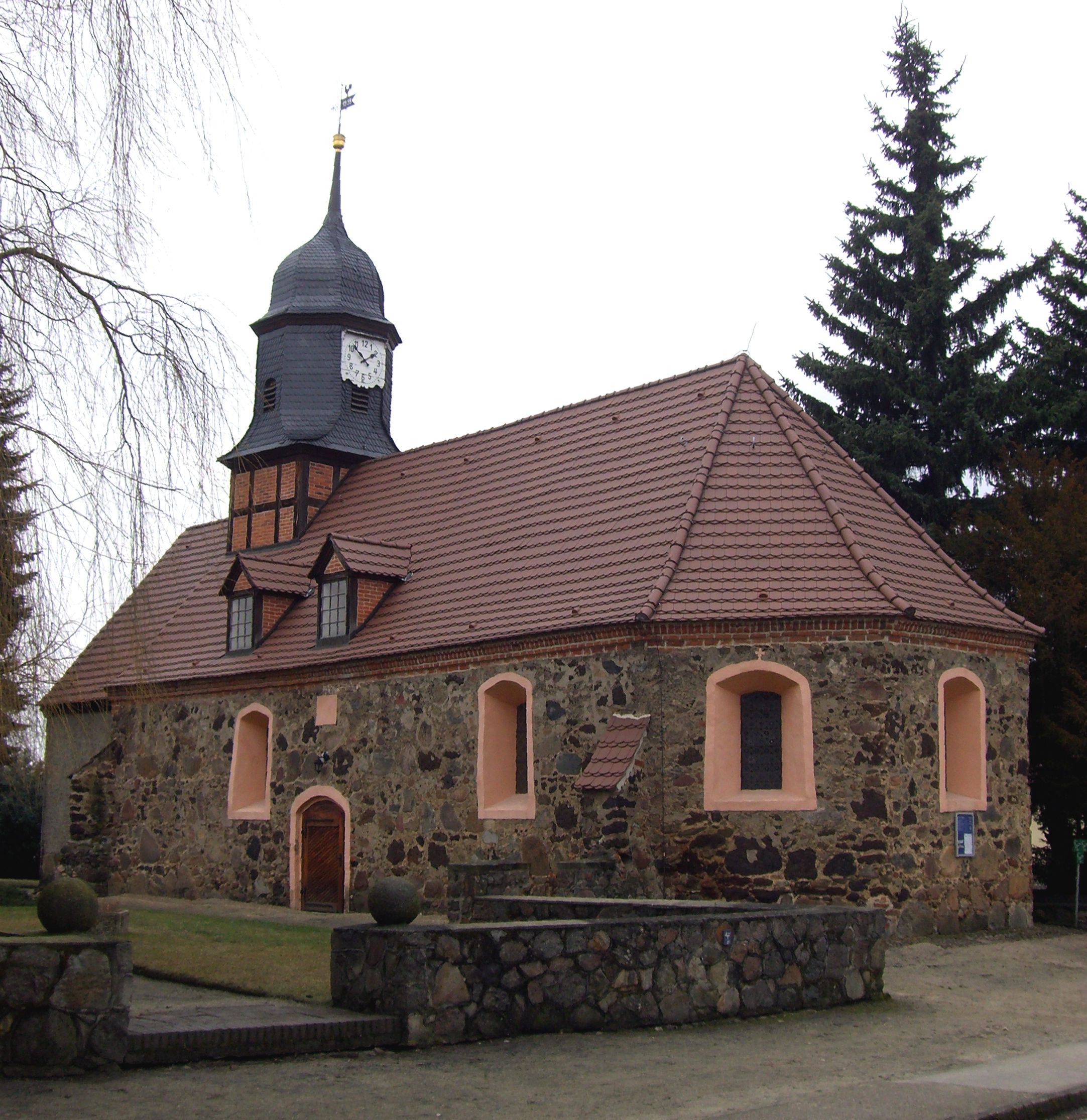
Südseite

Die Tröbitzer evangelische Dorfkirche entstand im 15. Jahrhundert als Feldsteinsaalbau mit Satteldach und dreiseitigem Ostschluss. Im Westen des Kirchenschiffs wurde ein quadratischer Turm mit einer verschieferten oktogonalen Schweifhaube und Wetterfahne in Form eines Dachreiters aufgesetzt. Er stammt aus dem Jahr 1717 und ist in Fachwerkbauweise ausgeführt.
Im Jahr 1717 fiel die Kirche wie auch das gesamte restliche Dorf einer verheerenden Feuersbrunst zum Opfer. Bei den noch im selben Jahr startenden Wiederaufbauarbeiten wurden gleichzeitig die Fenster und Türen der Kirche verändert. In den 1920er-Jahren kam es mit finanzieller Unterstützung durch die Tröbitzer Braunkohlengrube Hansa zu umfangreichen Instandsetzungsarbeiten in und am Bauwerk. Weitere Umbauarbeiten gab es im Jahre 1935. In jenem Jahr entstand auch die westliche Vorhalle der Kirche, die in einer massiven Backsteinbauweise ausgeführt wurde.
Kurz nach der Wende erfolgten in den Jahren 1992 bis 1994 weitere Restaurierungsarbeiten an der Kirche. Dabei wurden die Dächer des Kirchenschiffs und des Turms neu eingedeckt. Des Weiteren wurde die ursprüngliche Außenansicht wiederhergestellt. 1998 folgte eine umfangreiche Renovierung der Kirche.

## Ausstattung (Auswahl)

Der Tröbitzer Hochaltar um 1900

Das Innere der Kirche besitzt eine verputzte Hohltonnendecke. Geprägt wird es von einer Hufeisenempore. Der größte Teil der Ausstattung, die unter anderem aus einer Kanzel und vergitterten Logen im Altarraum besteht, stammt aus dem 18. Jahrhundert.
Bemerkenswert ist der historische Schnitzaltar. Diesen Altar bekam die Kirche bei den Umbauarbeiten am Anfang des 18. Jahrhunderts. Zu dieser Zeit wurden auch an der Katharinenkirche in Elsterwerda umfangreiche Baumaßnahmen erforderlich. Der zu dieser Zeit in der Kirche befindliche Altar wurde deshalb nach Tröbitz verkauft, wo er bis in die Gegenwart erhalten geblieben ist. Der Schnitzaltar entstand um 1500 in der Großenhainer Schnitzerwerkstatt Pankratius Grueber. In Tröbitz wurde er durch ein schweres mit Vasen versehenes Gesims und einen rankenverzierten Aufsatz ergänzt. Im Mittelschrein des Altars ist Maria mit Kind zwischen Johannes dem Täufer und Bartholomäus zu sehen. In den Flügeln sind Petrus und Paulus dargestellt. Auf den Flügeln befinden sich Gemälde der beiden Heiligen Barbara und Katharina, der die Elsterwerdaer Stadtkirche geweiht wurde. Des Weiteren sind auf dem Altar der ursprüngliche Stifter Georg von Köckritz, der von 1462 bis 1499 Elsterwerda besaß, und seine Ehefrau Katharina von Schleinitz sowie das köckritzsche Wappen abgebildet.
In der Kirche steht außerdem eine um 1870 von einem unbekannten Orgelbauer geschaffene Orgel. Der dreiteilige Orgelprospekt stammt aus dem 17. Jahrhundert. Die Orgel verfügt über eine mechanische Schleiflade, ein Manual und neun Register.

## Pfarrsprengel Tröbitz
Die evangelische Kirchengemeinde Tröbitz bildet seit dem Jahre 1969 ein eigenes Pfarrsprengel im Kirchenkreis Niederlausitz der Evangelischen Kirche Berlin-Brandenburg-schlesische Oberlausitz, kurz EKBO. Ursprünglich war Tröbitz eine Filiale der Kirche Wahrenbrück.
Im Jahr 1991 gründeten die Kirchengemeinden von Tröbitz, Schilda und Schadewitz die Diakoniestation Doberlug-Kirchhain. Im Mai 1992 übernahm die Tröbitzer Kirchengemeinde die Trägerschaft der örtlichen Kindertagesstätte.

## Mahnen und Gedenken

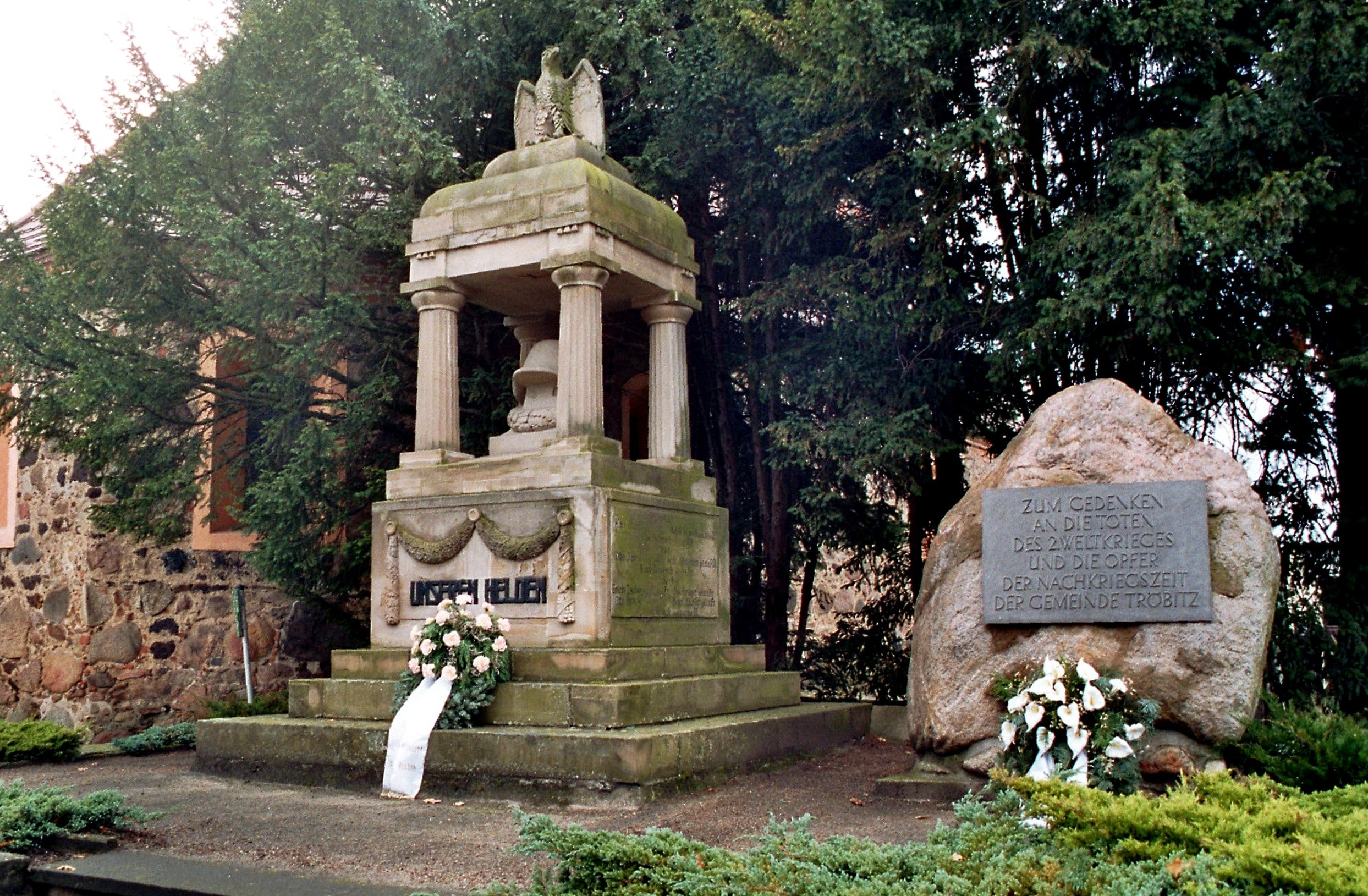
Tröbitzer Gefallenendenkmal (2005)

### Gefallenendenkmäler
Unmittelbar an der evangelischen Kirche steht auf einem dreistufigen Sockel ein Gefallenendenkmal. Linksseits ist es ein tempelartiges Kriegerdenkmal, das an die im Ersten Weltkrieg gefallenen Dorfbewohner erinnern soll. Auf einem großen Findling rechts vom Denkmal ist eine Gedenktafel zu Ehren der im Zweiten Weltkrieg Gefallenen angebracht.

### Gedenkstätte des Holocaust
Südlich der Kirche wurde auf dem einstigen Friedhof im April 1952 eine Mahn- und Gedenkstätte zu Ehren der Opfer des im April 1945 in Tröbitz gestrandeten sogenannten Verlorenen Zuges mit jüdischen Häftlingen errichtet und eingeweiht. Insgesamt 160 Tote ruhen hier, von denen 134 aus einem Massengrab in einer Grube am Tröbitzer Nordfeld stammen. 26 Tote stammen aus einem Massengrab an der Blockstelle der Grube Hansa. Diese Leichen wurden im Jahre 1951 exhumiert und umgebettet. Da aus der Inschrift des ursprünglich als VVN-Gedenkstätte errichteten Denkmals nicht hervorgeht, dass an diesem Platz jüdische Menschen bestattet wurden, kamen kurz nach der Wende im Jahr 1995 zwei Gedenktafeln in deutscher und hebräischer Sprache hinzu, die auf das Schicksal des Verlorenen Transports hinweisen. Eine Schautafel am Eingang informiert über die Ereignisse von damals.

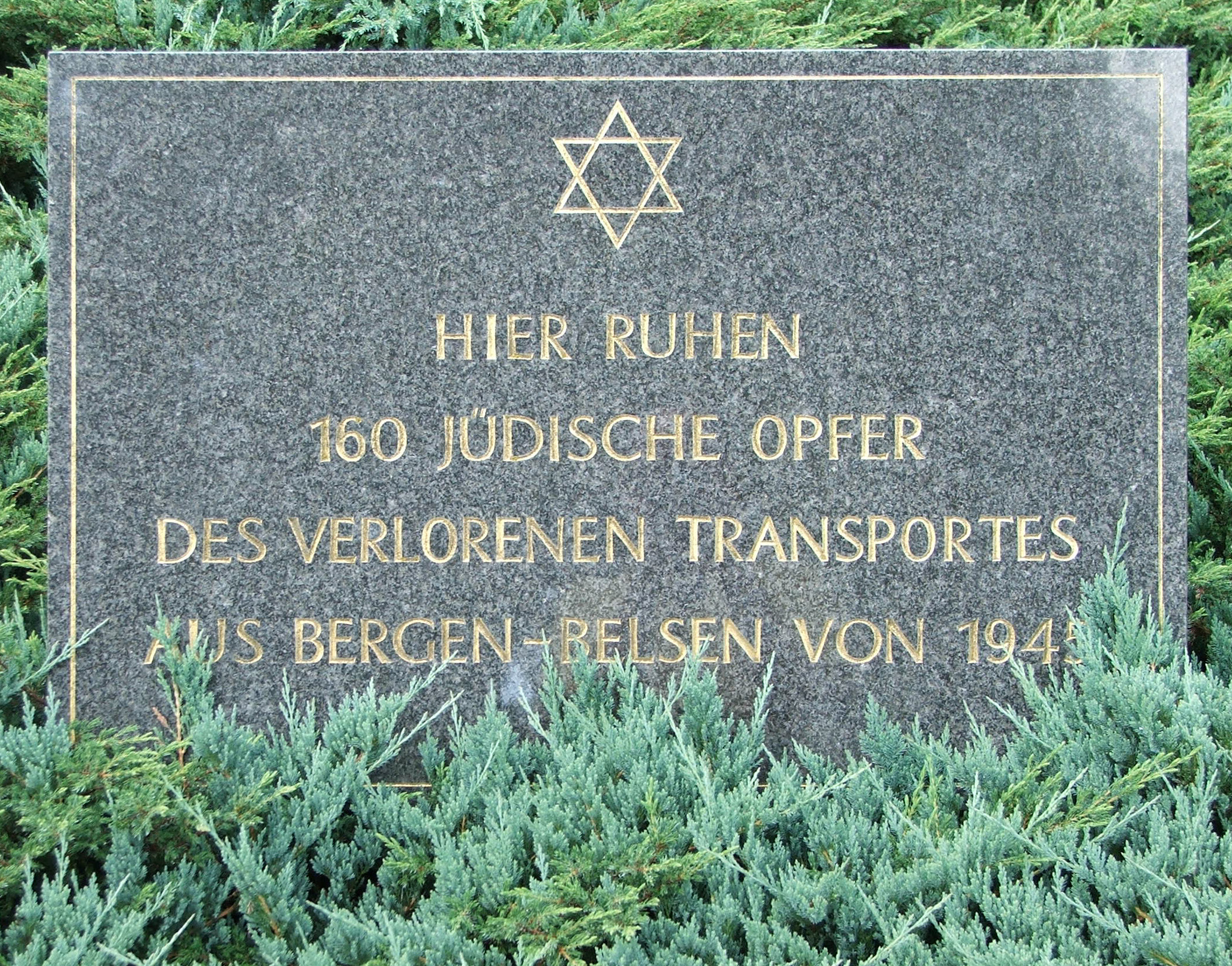
Gedenktafel in deutscher Sprache
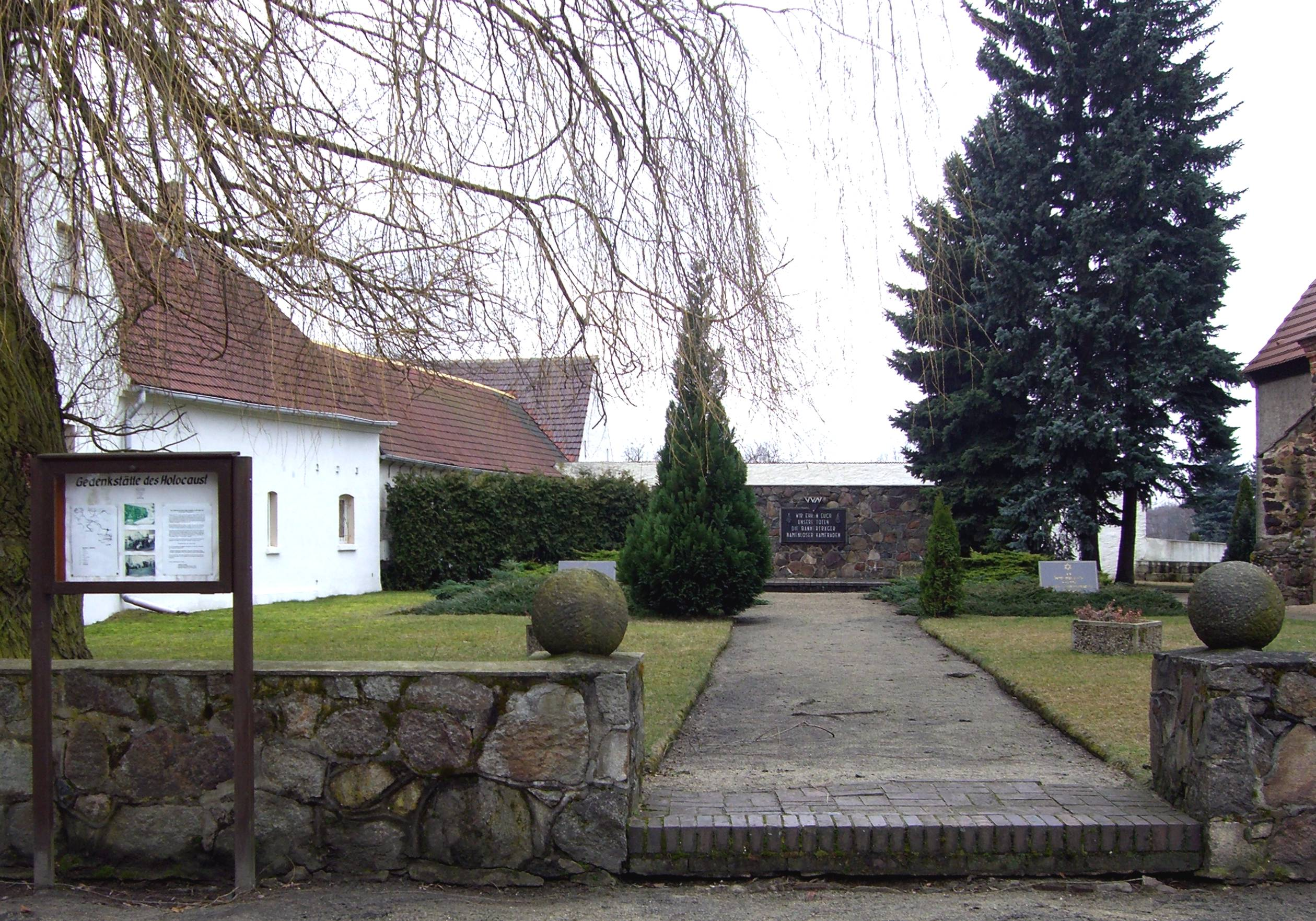
Mahn- und Gedenkstätte
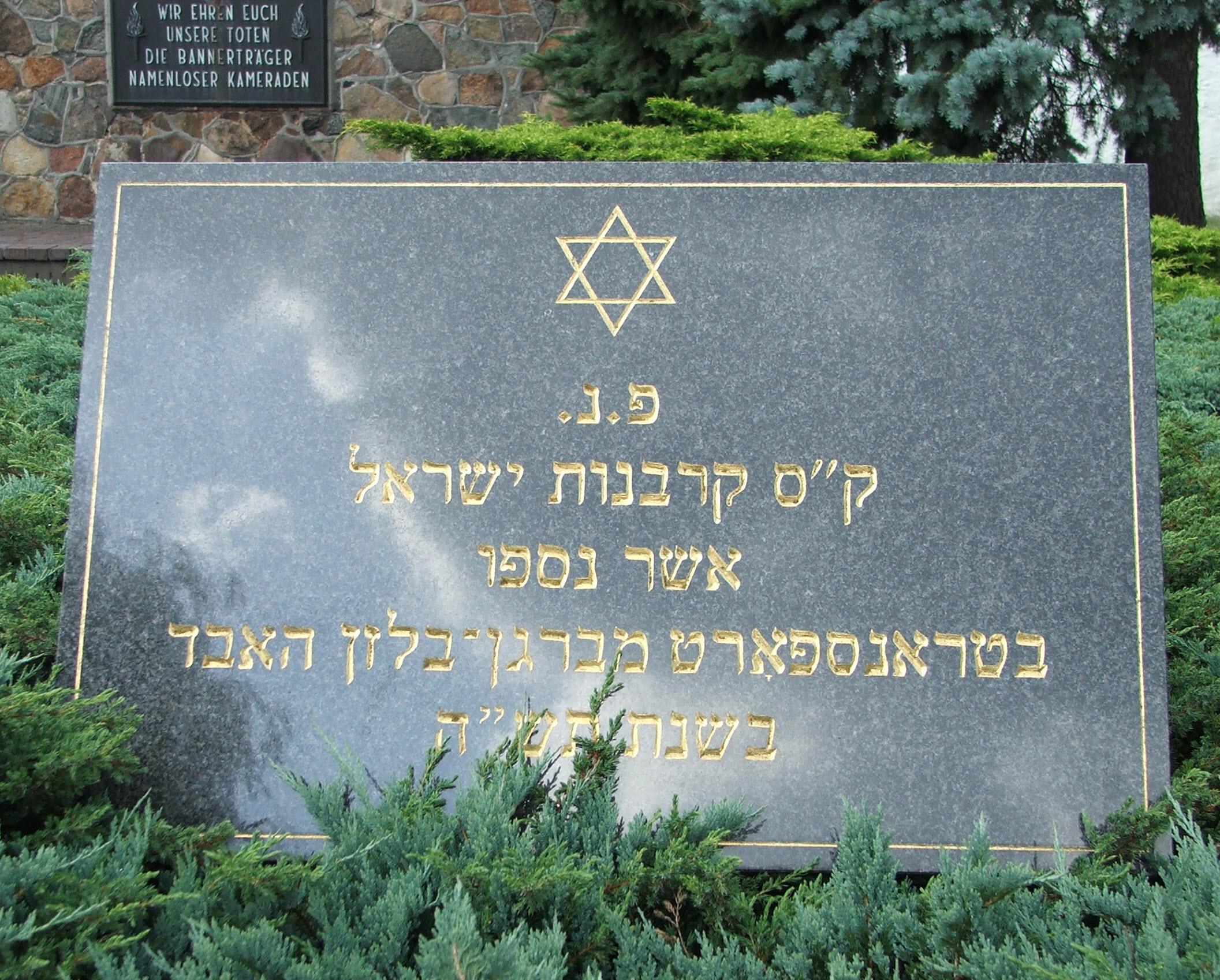
Gedenktafel in Hebräisch